# ゴシック (バルセロナ)
ゴシック地区 （カタルーニャ語:Barri Gòtic、スペイン語:Barrio Gótico de Barcelona）とは、スペイン、バルセロナのシウタ・ベリャ区（es、旧市街）にある一区画の名称。ランブラス通りからライエタナ通りへ、地中海からロンダ・ダ・サンペラ通りへと伸びる。
かつてタベルの丘があった場所（現在のサン・ジャウマ広場）が、ローマ都市時代のバルセロナの中心であった。
19世紀と20世紀に幾度かの変化があったが、中世からの建物が多く保存されており、その一部はローマ時代に起源をさかのぼることができる。

## 代表的な見所
- サンタ・エウラリア大聖堂　-　13世紀から15世紀にかけ建設されたゴシック様式教会建築。バルセロナ大司教座が置かれている。
- 慈悲の聖母聖堂 - 18世紀。
- ジャナラリター宮殿（Palau de la Generalitat） -　カタルーニャ自治州政府（ジャナラリター・デ・カタルーニャ）の庁舎。最古の部分は15世紀初頭に立てられたゴシック様式。サン・ジャウマ広場に面するファサードはルネサンス様式。
- バルセロナ市庁舎（Casa de la Ciutat de Barcelona） - サン・ジャウマ広場をはさんでジャナラリター宮殿の反対側にたつ。14世紀に建てられたゴシック様式のファサードを残す。
- サン・ファリプ・ネリ教会 - バロック様式
- アウグストゥス帝神殿遺跡
- サンタ・マリア・ダル・ピ教会 - 14世紀ゴシック様式。
- パラウ・レイアル・マジョール - 歴代のバルセロナ伯、アラゴン王の宮殿。ティネイ広間、サンタガタ礼拝堂、リョクティネン宮殿の3つの建物で構成される。
- ユダヤ人街

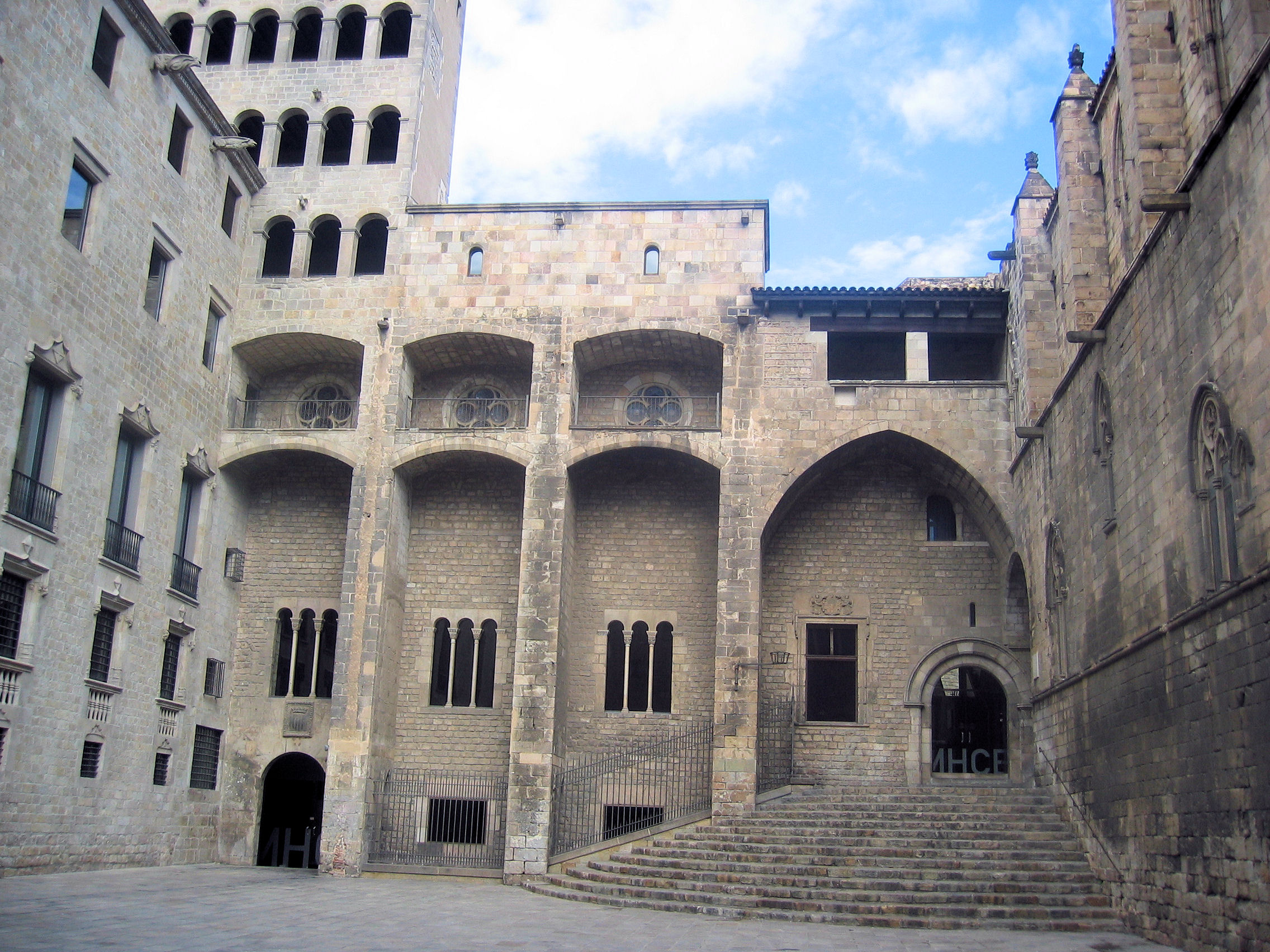
王宮
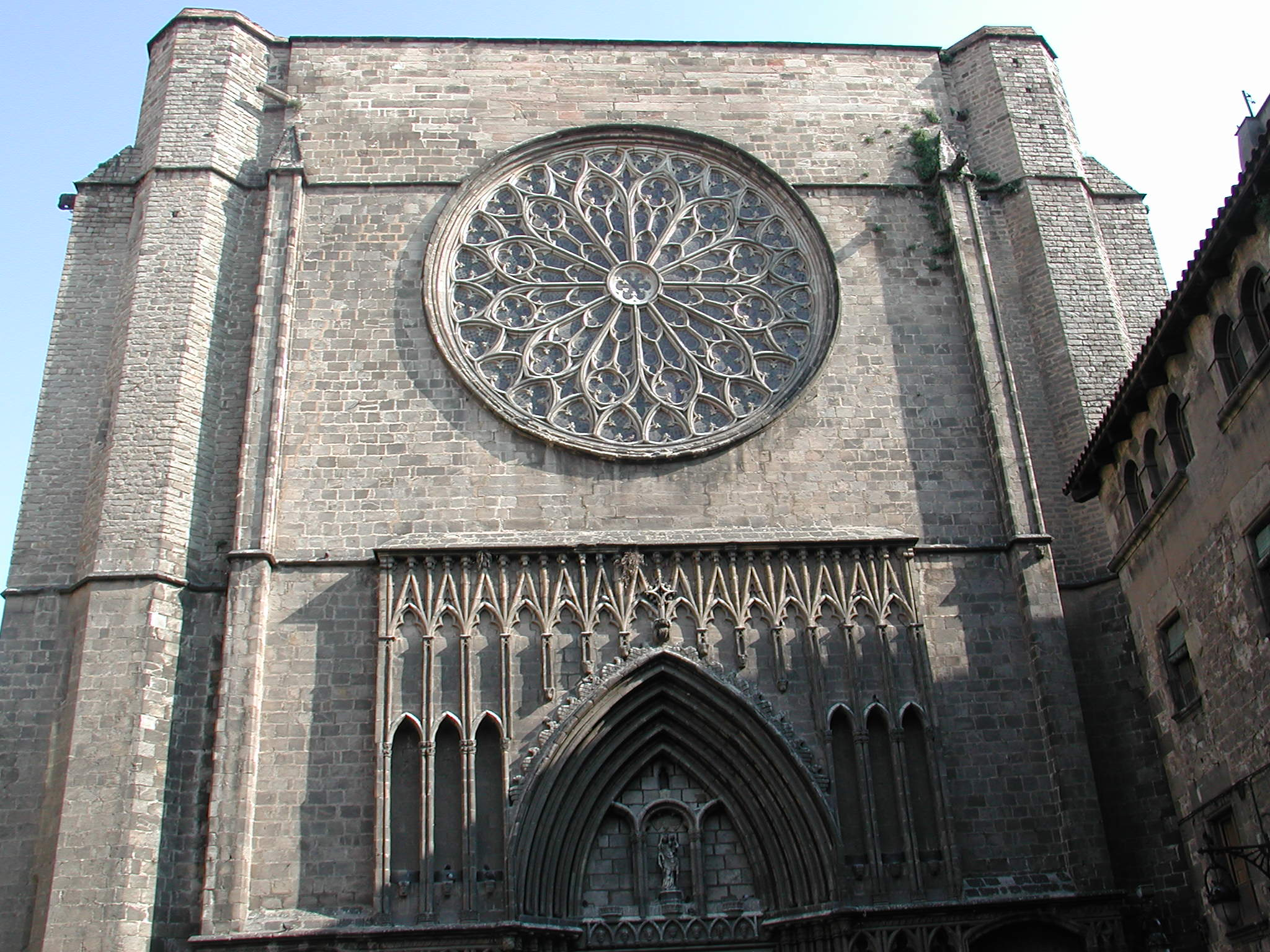
サンタ・マリア・ダル・ピ教会
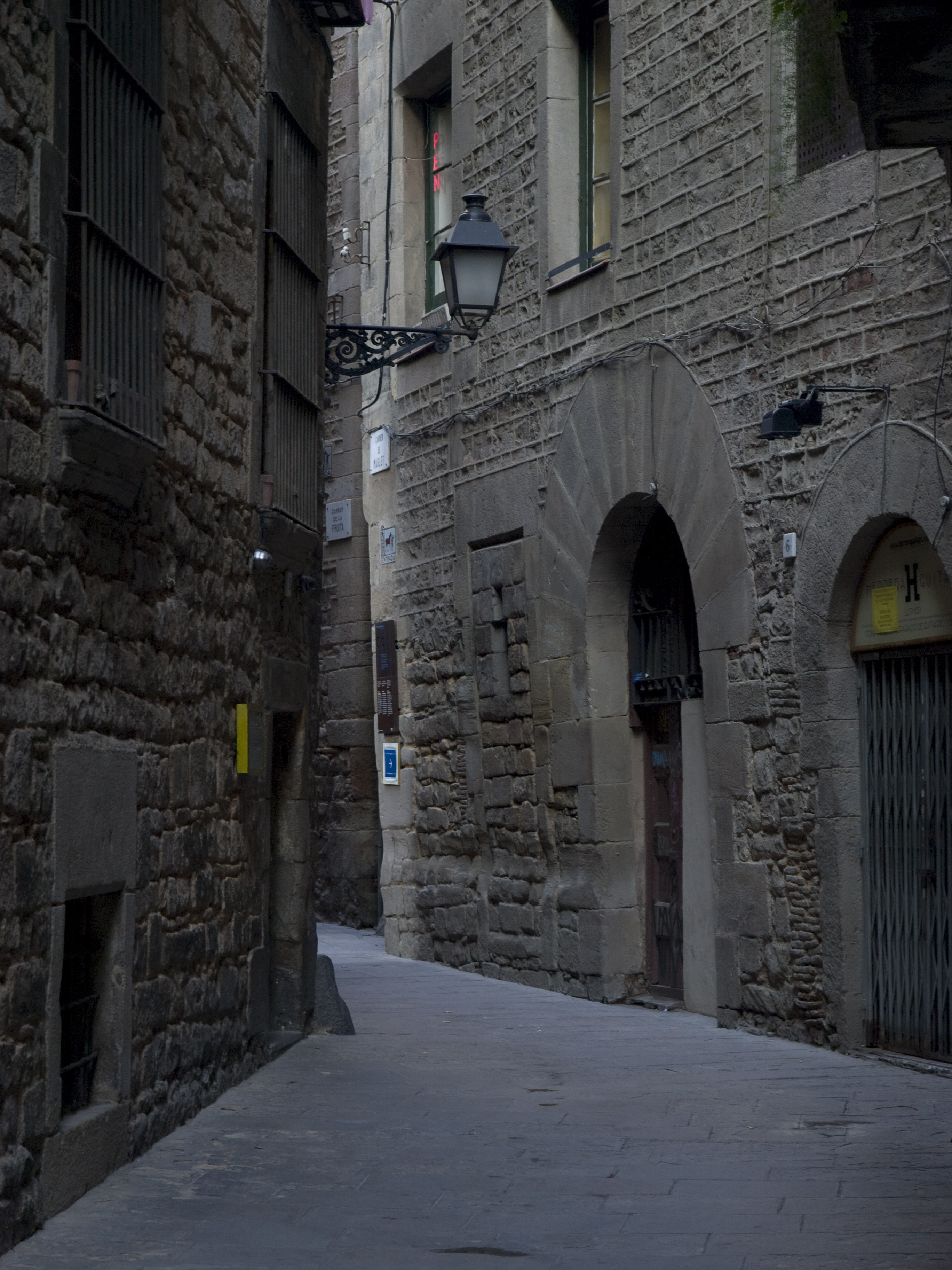
旧ユダヤ人街
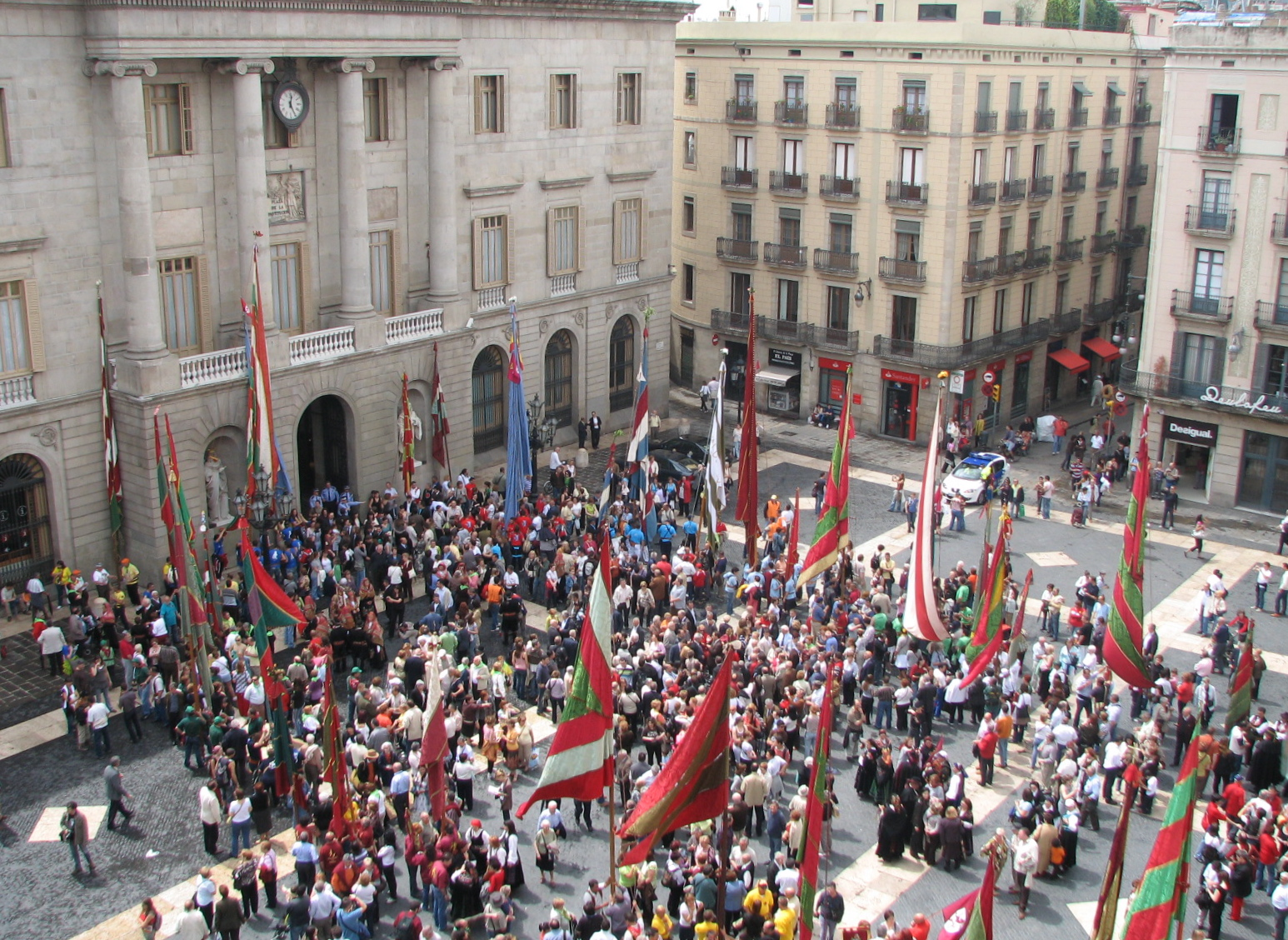
サン・ジャウマ広場

## 交通
- バルセロナ地下鉄L4線、ジャウマ1世駅
- バルセロナ地下鉄L3線、リセウ駅またはドラサナス駅